# Commodore Computing International
Commodore Computing International était un magazine pour la gamme d'ordinateurs Commodore, notamment le Commodore 64, Amiga et Commodore PC. CCI est établi par Nick Hampshire en 1980 et l'éditeur était Nick Hampshire Publications. Le magazine avait son siège à Londres. Il a cessé sa publication en 1985,.